# 王永芳
王永芳（1915年—2009年），男，吉林省吉林市人，中国篮球运动员、教练员，曾任中华全国体育总会委员、上海分会副主席，中国篮球协会副主席，第五、六届全国政协委员。